# Всероссийская мануфактурная выставка в Санкт-Петербурге (1870)
XIV Всероссийская мануфактурная выставка — промышленная выставка, открывшаяся в Санкт-Петербурге 15 мая и завершившая свою работу 1 августа 1870 года. Основные мероприятия проходили в комплексе зданий Соляного городка. Целью выставки была демонстрация достижений русской науки и техники, а также перспективы развития российской торговли и промышленности.

## Описание
Для организации выставки была создана комиссия под председательством директора Департамента Торговли и Мануфактур Александра Ивановича Бутовского. Специально для выставки была проведена реконструкция фасадов и внутренних помещений Соляного городка под руководством архитектора Людвига Фонтана. За подготовку внутренних помещений отвечал архитектор Виктор Александрович Гартман, разработавший проект оформления выставочных помещений. За этот проект В. А. Гартман был удостоен звания академика Академии художеств. Стену здания украсили гербами губерний Российской империи и флагами. Рядом с городком расширили набережную реки Фонтанки, привели в порядок мостовые, положили асфальт. Дополнительно, для удобства посетителей, через Фонтанку был построен деревянный мост, соединивший территорию выставки и Летнего сада.
В работе выставки приняли участие 2200 экспонентов. Из них более 900 участников представляли Санкт-Петербургскую губернию, 368 — Московскую губернию. Далее, с большим отрывом, шла Лифляндская губерния от которой было всего 82 участника. Впервые на подобную выставку были приглашены иностранные компании из Франции, Голландии, Австрии, Швеции, Италии, Пруссии. За два с половиной месяца количество посетителей превысило 300 000 человек. Были проданы 250 абонементов, право бесплатного посещения получили мастеровые, трудящихся, иностранные и российские ученые, представители прессы.
Государь Император посещал выставку два раза, 24 апреля и 30 июня. Он осмотрел экспозиции Императорских фарфорового и стеклянного заводов, Экспедиции заготовления государственных бумаг, Российско-американской резиновой мануфактуры, завода Путилова. Особое внимание Государь уделил Историческому музею. Он внимательно осмотрел доспехи, оружие, коллекцию церковных предметов, живопись, предметы этнографии. 11 мая выставку посетила Великая Княгиня Елена Павловна. 12 мая выставку осмотрели воспитанницы женских учебных заведений, в частности Смольного, Екатерининского и Павловского институтов.
В рамках работы выставки публике предлагались экскурсии на заводы «Российско-Американской резиновой мануфактуры», Путиловский завод, водочный завод «Келлер и К°».

«Такая роскошная, такая великолепная мануфактурная выставка, какою была нынешняя, окончила свое существование мирно, тихо и покойно, тем же порядком, каким обыкновенно происходило ежедневное закрытие ее по звону колокольчика, производимого сторожами в залах выставки. Ничто не обличало, что этот день может быть последним днем выставки: никакой торжественности не было, никого из распорядителей не видели. Присутствовала только тут всегда обычная полиция и бранд-майор.»
— «Листок Всероссийской мануфактурной выставки» от 4 августа 1870 года
Различными наградами выставки (медалями, грамотами, гербами, благодарностями) были отмечены более 5300 различных товаров. Частным заведениям присуждено 1398 наград. Всего было отмечено различными наградами 47,2 % участников.
Работа выставки освещалась в периодической печати Санкт-Петербурга и в специализированных изданиях «Листок Всероссийской мануфактурной выставки» и «Российская мануфактурная выставка».

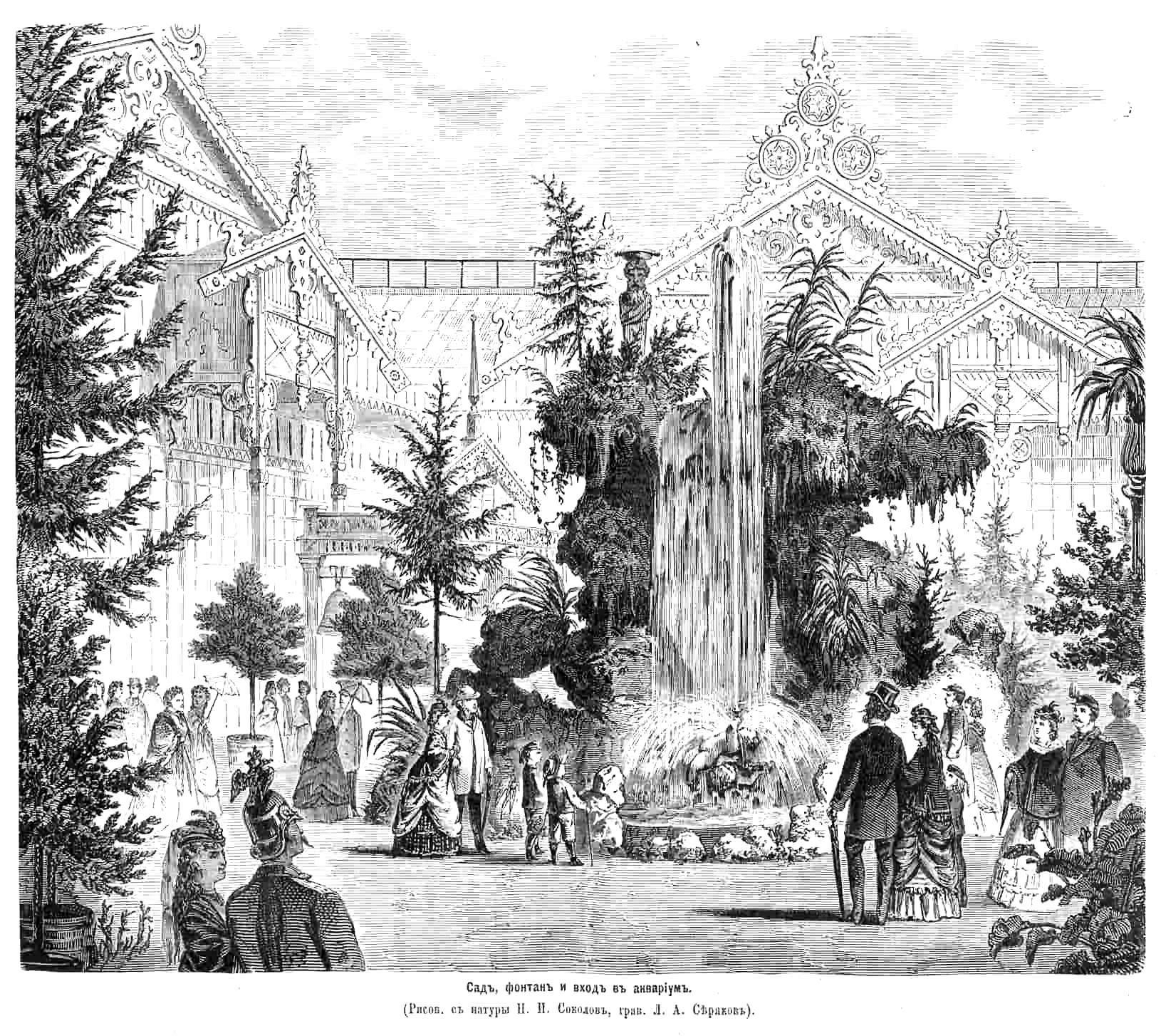
Центральный фонтан, киоски и вход в аквариум.
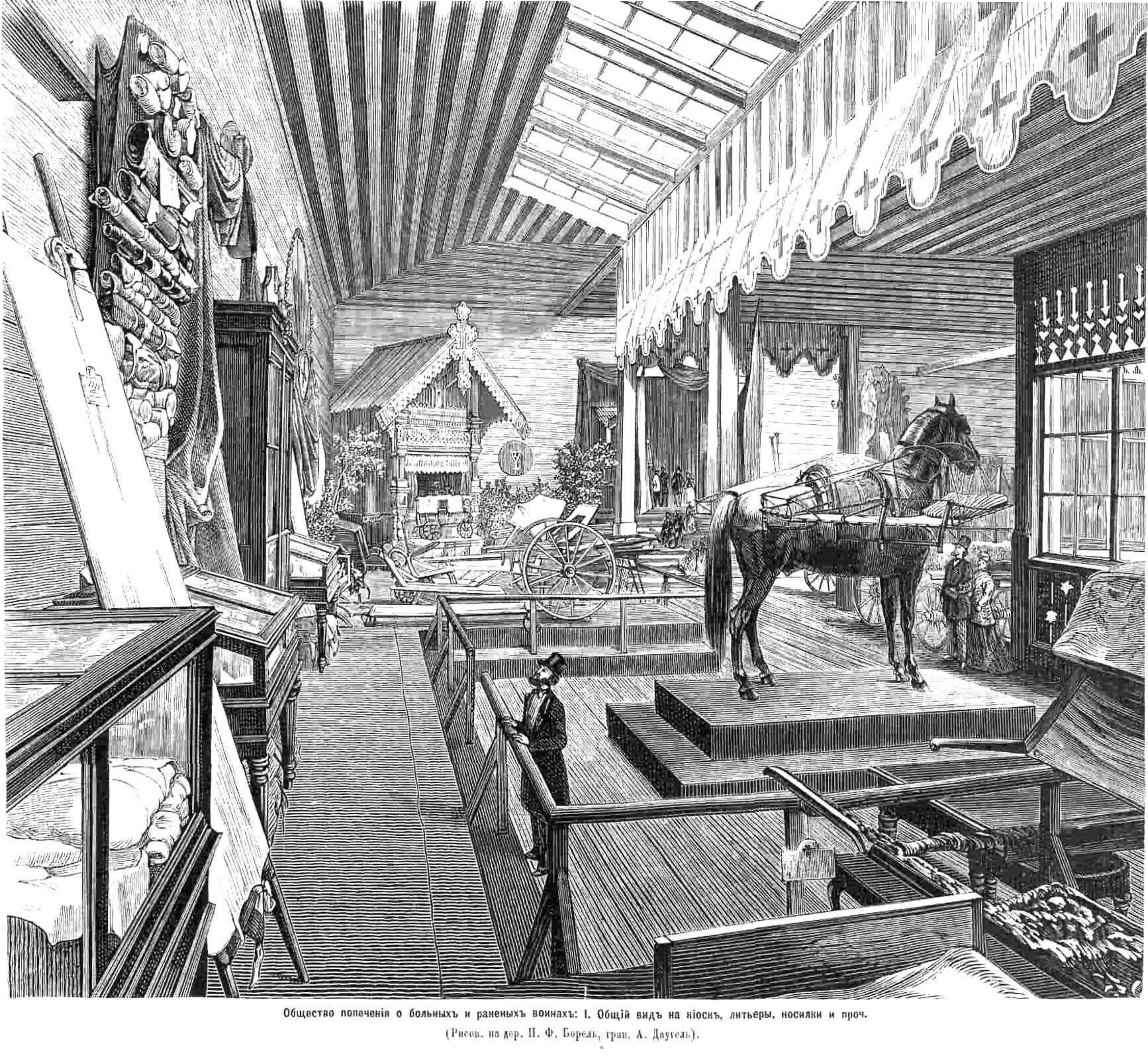
Павильон Общества попечения о больных и раненых воинах.
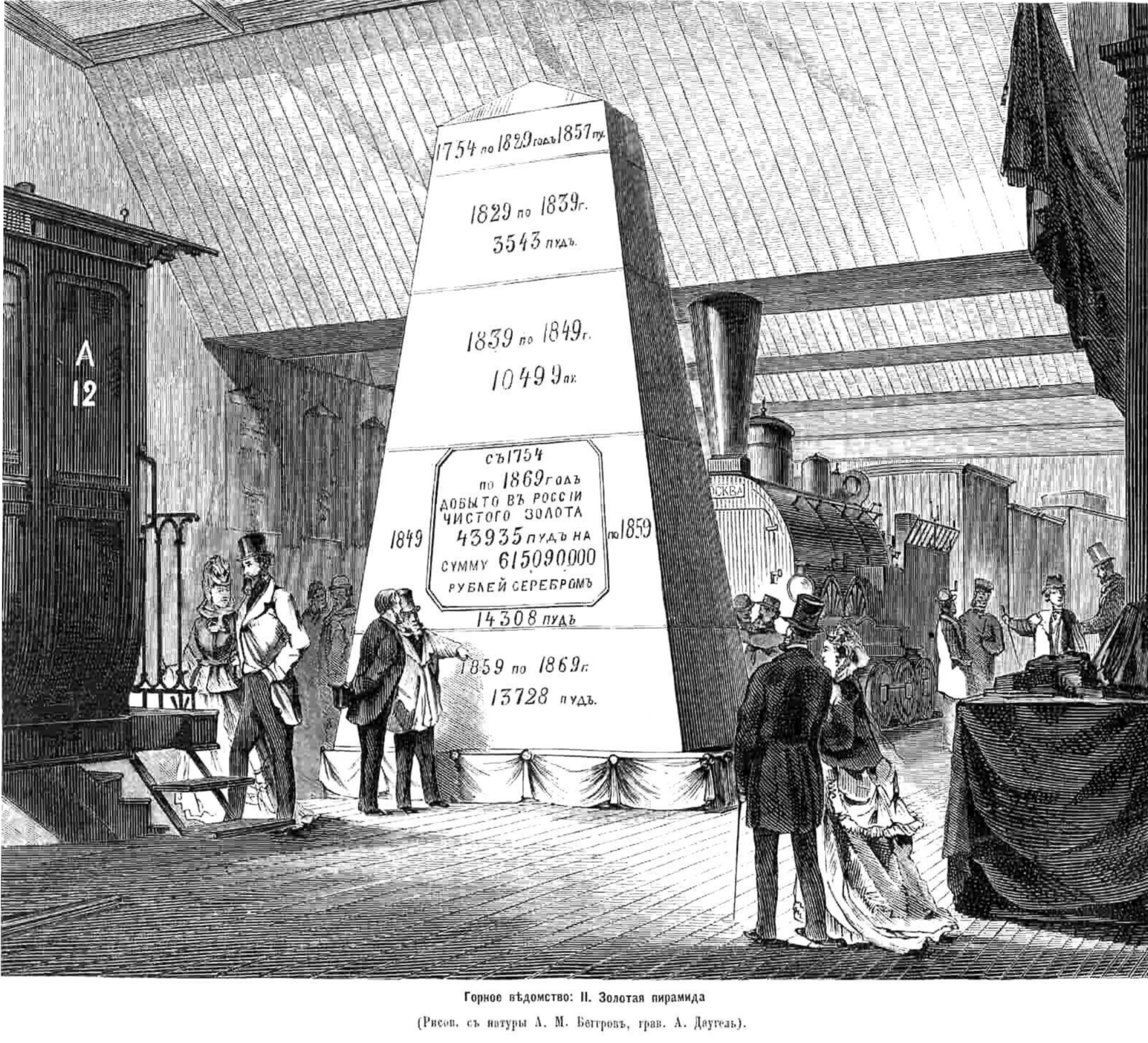
Позолоченная пирамида с указанными по десятилетиям объёмами добычи золота в России.
Гигантская стеариновая свеча и сахарная голова.

## Экспонаты выставки
Индустриальная модернизация второй половины ХIХ - начала XX веков оказала значительное влияние на качественный и количественный состав экспонатов. Ключевые отрасли промышленности модернизировались как в техническом, так и в экономическом отношении. Повсеместно происходила замена ручных орудий труда на паровые машины. В России увеличивалась протяжённость железных дорог. В металлургии,  в связи с возросшей потребностью в производстве стали, в качестве замены древесного угля всё чаще использовалось минеральное топливо. Инфраструктура всей страны требовала модернизации. Для большей наглядности и усиления просветительского эффекта в правила выставки были внесены пункты, предписывающие демонстрировать не только готовую продукцию, но и материалы из которых изготовлен товар.
Экспонаты выставки были представлены в семи основных разделах:
- Традиционно преобладали представители «Текстильной отрасли», их было более 700. Экспонатами этого раздела стали аппараты и устройства обеспечивающие механизацию процесса прядения и ткачества для различных типов сырья (хлопка, льна, шелка, шерсти). Хлопчатобумажная индустрия отметилась применением наиболее инновационных машин и механизмов.
- В разделе «Дерево и продукты ископаемые» демонстрировались новые виды стройматериалов и ископаемого топлива. Посетителям были продемонстрированы цемент и мрамор искусственного происхождения, огнеупорный кирпич и асфальт, произведённые на отечественных предприятиях. Производство искусственных материалов имело большое значение для строительства портов, железных дорог и других сооружений.
- «Химические товары» представили около 100 экспонентов. Для заинтересованных лиц неприятной особенностью оказалась высокая стоимость химических товаров. Наградами выставки были отмечены фабрики братьев Лепешкиных и сыновей П. Малютина на которых производили красители для текстиля.
- В разделе «Руды и металлы» представили свою продукцию 332 участника. По сравнению с предыдущими выставками количество экспонентов выросло в два раза. Это, в некоторой степени, объясняется тем, что знаменитый изобретатель К.А. Кулибин выезжал на уральские заводы и фабрики, где лично отбирал экспонаты достойные к представлению на выставку. Экспозиции Ижорского и Обуховского заводов, Пермского сталепушечного и чугунопушечного заводов показали продукцию в которой остро нуждалась армия, флот и государственные железных дорог. Листовое железо казенного Нижне-Туринского завода было признано лучшим по качеству. Лидерами среди частных фирм стали фабрики «Нижне-Тагильского горного округа П.П. Демидова». Их товары теперь могли маркироваться «Государственным гербом». На Сормовском заводе освоили новую технологию производства стали по методу Мартена.
- «Тяжелая промышленность и машиностроение» была представлена паровозостроительными и вагоностроительными заводами, а также предприятиями по производству рельсов. На выставке были широко представлены машины для пароходов, паровые шлюпки, ялики, вельботы, различное водолазное снаряжение. Морской музей впервые публично продемонстрировал модели броненосных лодок.
- Раздел «сельского хозяйства и товаров питания» демонстрировал большое разнообразие технических новинок, позволявших заменить неэффективный ручной труд. Посетители с удовольствием дегустировали продукцию производителей алкоголя и прочих напитков.
- В седьмом отделе выставки располагалась полиграфическая продукция, фотоработы, учебные пособия, игрушки для детей.

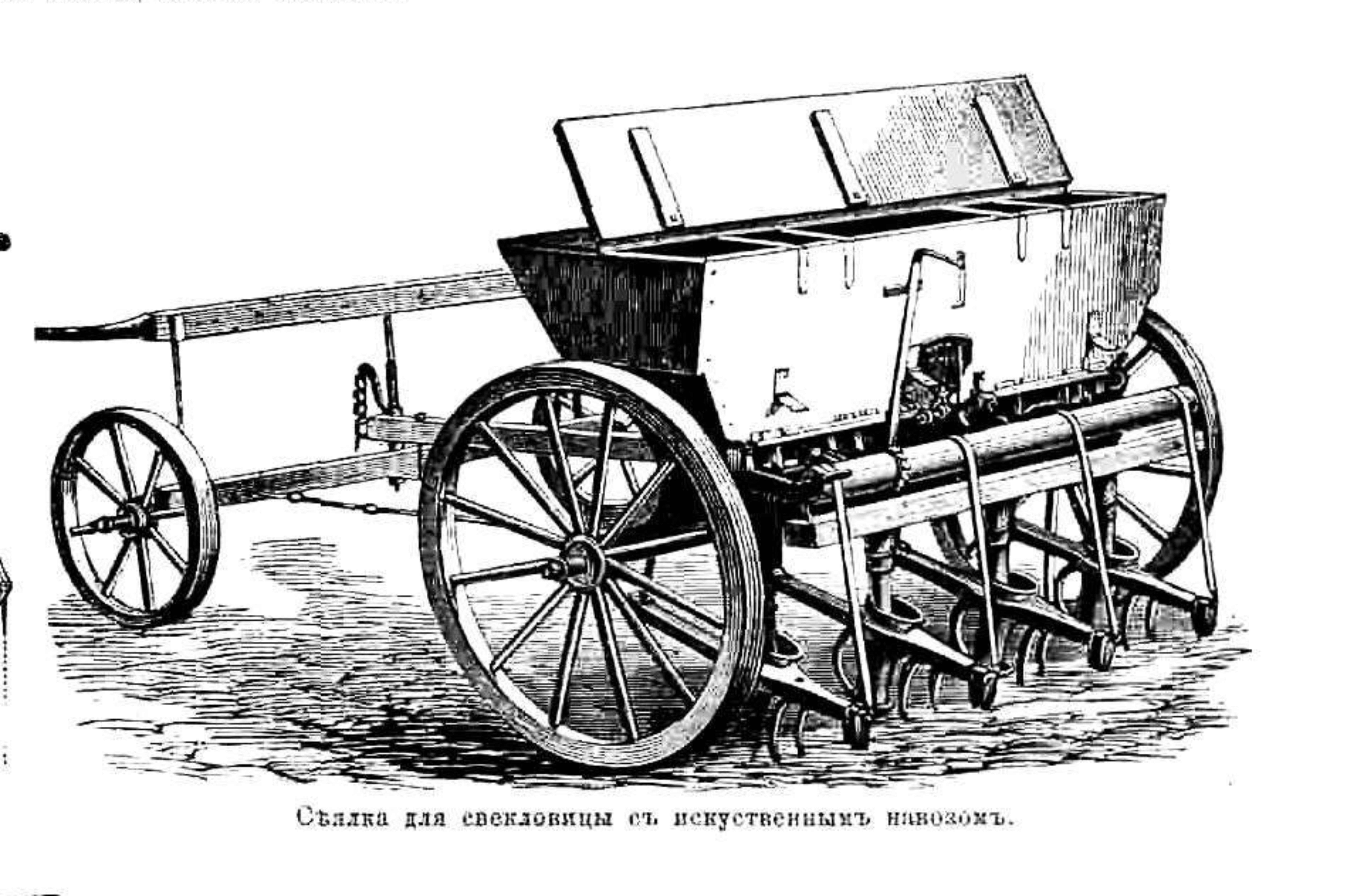
Свёкольная сеялка с удобрителем навозом
Канатный путь по способу Мосолова
Жатвенное устройство С. Лильпопа[1]
Пушка-великан (ядро 28 пудов)